# Pterolophia albotarsalis
Pterolophia albotarsalis là một loài bọ cánh cứng trong họ Cerambycidae.